# Podróż Felixa
Podróż Felixa (fr. Drôle de Félix) – francuski komediodramat z 2000 roku w reżyserii Oliviera Ducastela i Jacques’a Martineau. Zdjęcia kręcono w Dieppe.
Film miał swoją premierę na 50. MFF w Berlinie. W kinach pojawił się 19 kwietnia 2000 roku. Produkcja zarobiła w Stanach Zjednoczonych 362 572 dolarów.

## Fabuła
Félix (Sami Bouajila) jest młodym gejem pochodzenia arabskiego, mieszkającym na co dzień z partnerem Danielem (Pierre-Loup Rajot) w Dieppe, w północnej Francji. Ostatnio stracił pracę, nie wie co zrobić z wolnym czasem. Félix jest zakażony HIV. Pewnego dnia, podczas sprzątania mieszkania po zmarłej matce, przypadkowo odkrywa adres zamieszkania jego ojca, którego nigdy nie widział.  Félix decyduje się podróżować autostopem na południe kraju, do Marsylii, by zobaczyć się z rodzicielem. W drogę zabiera jedynie małą torebkę z lekami na HIV i tęczowy latawiec. Podczas podróży przez cały kraj, Félix jest świadkiem wielu wydarzeń. Widzi rasistowski atak, w którym zostaje pobity mężczyzna, jednak nie ma odwagi zgłosić przestępstwa na policję. Spotyka młodego homoseksualistę, studiującego sztukę, który daje Féliksowi lekcję rysunku. Dach nad głową zapewnia mu poznana samotna, stara wdowa. Nawiązuje znajomość z przystojnym kolejarzem, z którym uprawia seks. Poznaje historię matki trójki dzieci, każde z innym ojcem. Spotyka rybaka w średnim wieku, dla którego łowienie ryb, stało się ucieczką od nudnego życia małżeńskiego. Mężczyzna doradza autostopowiczowi, by nie starał się odnaleźć ojca, ponieważ rodziciel nie był zainteresowany wychowywaniem syna. Félix nazywa każdą z postaci „bratem”, „kuzynem”, „babcią”. Stopniowo buduje rodzaj własnej rodziny i na nowo stara się zrozumieć życie. Félix ma koszmary senne związane z rasistowskim przestępstwem, którego był świadkiem. Ma sobie za złe, że nie zareagował w żaden sposób, a ofiara ataku zmarła. Tego samego dnia, mężczyzna zatrzymuje się w hotelu. Widzi, jak policja aresztuje mordercę. Félix po pięciu dniach eskapady, dociera do Marsylii. Spotyka Daniela, który przyjechał za kochankiem. Félix ostatecznie decyduje się nie poznać ojca, dla niego liczy się teraz tylko przyszłość. Leci na romantyczne wakacje do Tunezji z Danielem.

## Obsada
- Sami Bouajila jako Félix
- Pierre-Loup Rajot jako Daniel
- Philippe Garziano jako kolejarz
- Patachou jako Mathilde
- Ariane Ascaride jako Isabelle
- Maurice Bénichou jako Rybak
- Charly Sergue jako Jules[3]

## Nagrody i nominacje
Film otrzymał pięć nagród, a do dwóch innych był nominowany.
| Kategoria                                       | Festiwal                                                          | Rezultat  |
| ----------------------------------------------- | ----------------------------------------------------------------- | --------- |
| Nagroda Teddy (Nagroda Jury)                    | 50. MFF w Berlinie (2000)                                         | Wygrana   |
| Nagroda Teddy (Nagroda czytelników Siegessäule) | 50. MFF w Berlinie (2000)                                         | Wygrana   |
| Najlepszy debiut aktorski (Sami Bouajila)       | Cabourg Romantic Film Festival (2000)                             | Wygrana   |
| Best Film                                       | Milan International Lesbian and Gay Film Festival (2001)          | Wygrana   |
| Nagroda publiczności                            | Toronto Inside Out Lesbian and Gay Film and Video Festival (2000) | Wygrana   |
| Emden Film Award                                | Emden International Film Festival (2000)                          | Nominacja |
| Grand Prix                                      | Paris Film Festival 2000                                          | Nominacja |